# Kamień kotłowy
Kamień kotłowy – osad składający się głównie z węglanów wapnia (CaCO
3) i magnezu (MgCO
3), powstający w wyniku termicznego rozkładu wodorowęglanów wapnia (Ca(HCO
3)
2) i magnezu (Mg(HCO
3)
2), zawartych w wodzie, zwłaszcza twardej. Inne ważniejsze składniki to siarczan wapnia (CaSO
4), wodorotlenek żelaza(III) (Fe(OH)
3) i krzemionka (SiO
2).
W wyniku procesu gotowania następuje rozkład jonów wodorowęglanowych HCO3− do węglanowych CO32−. W momencie rozkładu najtrudniej rozpuszczalne węglany wytrącają się wtedy w postaci osadu (kamienia) zawierającego głównie CaCO3 (rozpuszczalność 14 mg/l) i MgCO3 (rozp. 106 mg/l).
Ca(HCO3)2(aq) → CaCO3(s)↓ + H2O(l) + CO2(g)↑
gdzie: aq – roztwór wodny; s – ciało stałe; l – ciecz; g – gaz

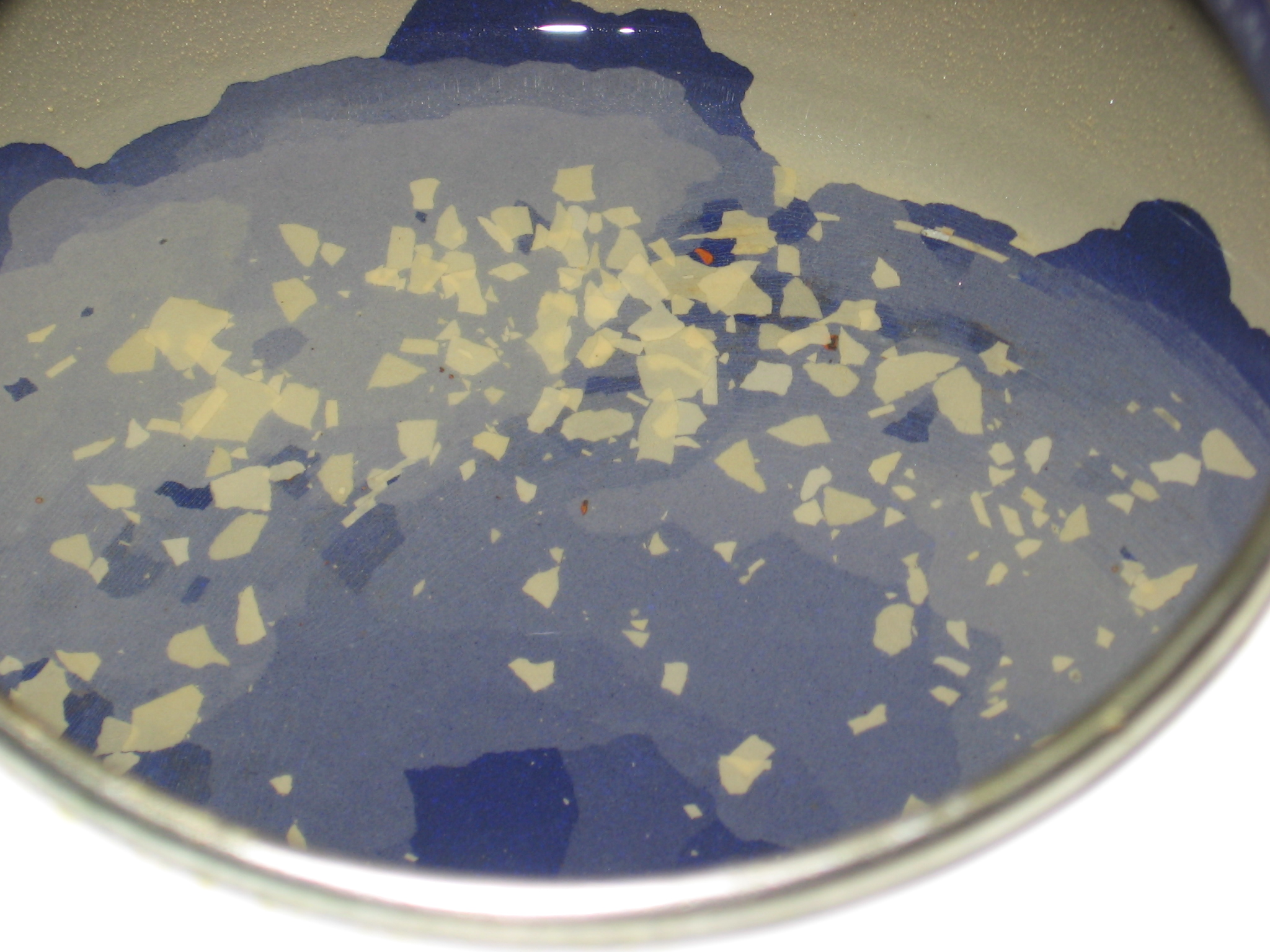
kamień kotłowy – szarożółta, łuszcząca się warstwa we wnętrzu emaliowanego na ciemnoniebiesko kuchennego czajnika

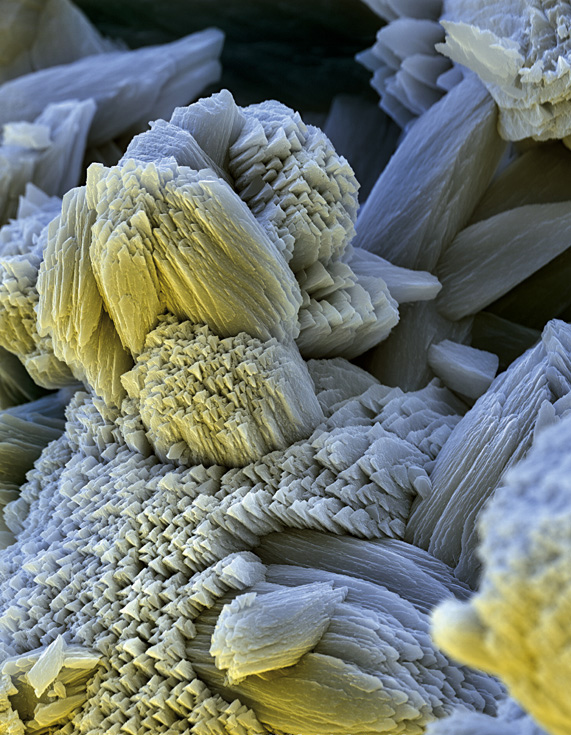
Kamień kotłowy – kryształ węglanu wapnia

Kamień kotłowy pojawia się w urządzeniach, naczyniach i zbiornikach, w których gotowana jest nieuzdatniana woda, w tym w kotłach (stąd nazwa), ale także w czajnikach itp. Osadza się na wewnętrznych ściankach kotłów, czajników, garnków i bojlerów oraz na elementach podgrzewających wodę (np. na powierzchni grzałek elektrycznych) oraz w instalacjach, w których występuje gorąca para wodna.

## Skutki i zapobieganie
Choć kamień kotłowy jest dość kruchy, to jego mechaniczne usuwanie może być uciążliwe. Występowanie kamienia kotłowego w naczyniach do gotowania wody dla celów spożywczych nie jest niebezpieczne dla zdrowia ani w zasadzie nie zmienia smaku potraw i napojów przyrządzanych z wody gotowanej w obecności kamienia, ale powodować może pojawienia się w tych potrawach lub napojach szarych cienkich okruchów węglanów.
Większe znaczenie gospodarcze ma fakt, że kamień kotłowy powoduje straty energii cieplnej, bowiem sprawność kotłów i wymienników ciepła jest mniejsza niż wtedy, gdy kamień kotłowy nie występuje. Może powodować lokalne niedogrzania (lub przegrzania) lub zmniejszenie przekroju rury, co może spowodować awarię instalacji, zmniejszenie przepływu, niestabilność przepływu, oscylację poziomu wody, korozję pod osadami itd.
Zapobieganie powstawania kamienia kotłowego w instalacjach wodnych i parowych polega zwykle na stosowaniu zmiękczaczy wody lub jej demineralizacji.